# Koko Tsurumi
 (janvier 2011).
Si vous disposez d'ouvrages ou d'articles de référence ou si vous connaissez des sites web de qualité traitant du thème abordé ici, merci de compléter l'article en donnant les références utiles à sa vérifiabilité et en les liant à la section « Notes et références ».
Pour les articles homonymes, voir Tsurumi.
Koko Tsurumi (鶴見虹子, Tsurumi Kōko) est une gymnaste japonaise née le 28 septembre 1992 à Tokyo. Elle est médaillée de bronze au concours général et médaillée d’argent aux barres asymétriques aux mondiaux 2009. Tsurumi a été membre de l'équipe olympique japonaise en 2008, qui s'est classée cinquième. Individuellement, Koko Tsurumi s'est classée 17e au concours général et 8e aux finales à la poutre.

## Biographie

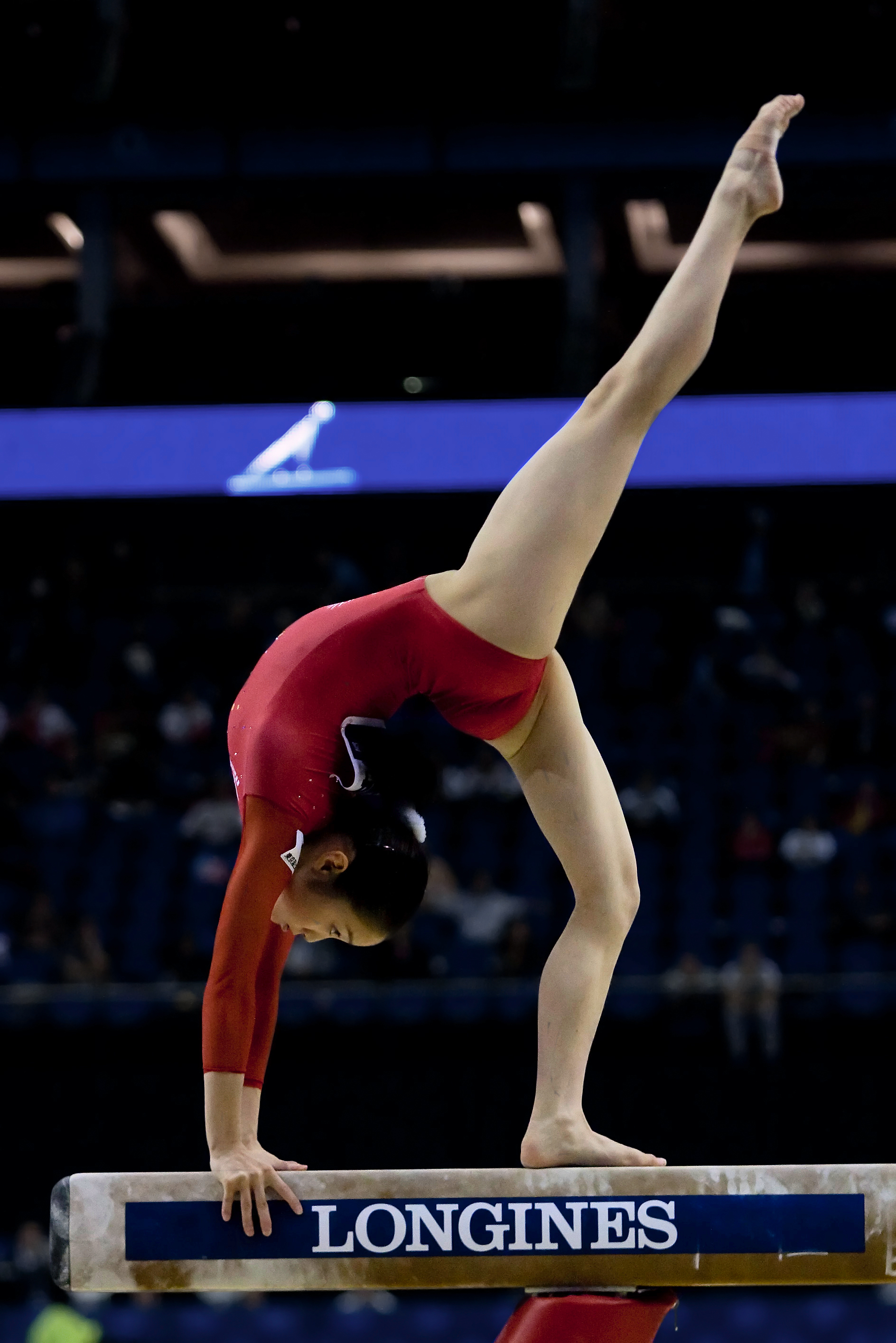

Koko Tsurumi a participé en 2009 à l'American Cup est s'est classée 7e au concours général.
Aux championnats du monde 2009, à Londres, Tsurumi a réalisé une performance historique en remportant la médaille de bronze au concours individuel. Lors des finales, elle a remporté une médaille d'argent aux barres asymétriques et la 6e place à la poutre. Tsurumi est la première gymnaste japonaise à remporter une médaille aux championnats du monde en quarante-trois ans.
Koko Tsurumi a participé à la Japan Cup 2010 et a remporté la 2e place du concours général derrière Ksenia Afanasyeva. Lors de cette compétition, elle a obtenu le score de 15,300 aux barres asymétriques avec une nouvelle routine.

## Palmarès

### Jeux olympiques
- Pékin 2008
  - 5e au concours par équipes
  - 17e au concours général individuel
  - 8e à la poutre

- Londres 2012
  - 8e au concours par équipes
  - 7e aux barres asymétriques

### Championnats du monde
- Stuttgart 2007
  - 15e au concours général individuel

- Londres 2009
  -  médaille de bronze au concours général individuel

- Rotterdam 2010
  - 5e au concours par équipes
  - 21e au concours général individuel

- Tōkyō 2011
  - 7e au concours par équipes
  - 15e au concours général individuel

### Jeux asiatiques
- Guangzhou 2010
  -  médaille d'argent au concours par équipes
  -  médaille de bronze aux barres asymétriques